# St. Joseph (Alten)

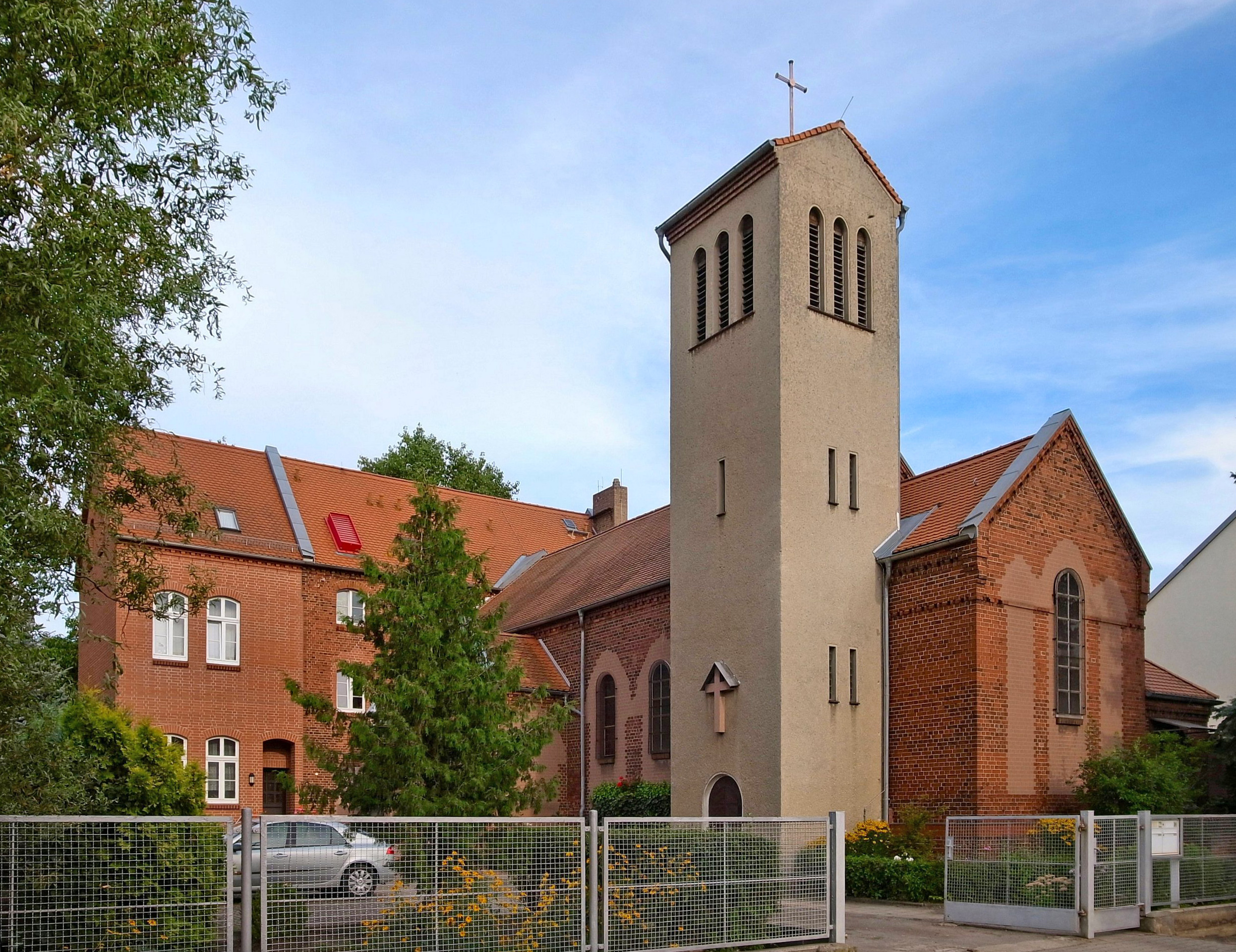
Alten, St. Joseph

Sankt Joseph ist die römisch-katholische Kirche in Alten, einem Stadtbezirk von Dessau-Roßlau, einer kreisfreien Stadt in Sachsen-Anhalt. Die nach dem heiligen Josef von Nazaret benannte Kirche gehört zur Pfarrei St. Peter und Paul mit Sitz in Dessau in der Pastoralregion Dessau des Bistums Magdeburg. Das Kirchengebäude steht als Baudenkmal unter der Erfassungsnummer 094 40944 unter Denkmalschutz.

## Geschichte
Nachdem 1889 eine Zuckerfabrik von Köln in das Anfang des 18. Jahrhunderts gegründete Dorf Alten verlegt worden war, entstand 1890 in Alten eine katholische Gemeinde. Der erste Gottesdienst in Alten fand am 1. Januar 1905 in der Gaststätte Landeskrone statt.
Am 1. November 1905 wurde der Grundstein für die Kirche gelegt, am 4. Juni 1906 folgte die Kirchweihe. 1906 wurde in Alten auch eine katholische Schule eröffnet, die im Pfarrhaus untergebracht war.
Durch den 1906 erfolgten Bau einer Fabrik der Junkers & Co. in Alten wuchs die Ortschaft Alten weiter.
Am 6. Mai 1907 wurde der Seminarpriester Friedrich Beulke zum Filialvikar von Alten ernannt, womit in Alten eine katholische Kirchengemeinde begründet wurde. Heinrich Haehling von Lanzenauer, damals Pfarrer von Dessau, hatte sich dafür eingesetzt. Beulke blieb bis 1916 Seelsorger in Alten und wechselte dann an die Herz-Jesu-Kirche in Bitterfeld, Josef Steinau wurde sein Nachfolger in Alten. 1918 folgte auf Steinau als Seelsorger in Alten Heinrich Morsbach, der 1931 von Josef Frühauf abgelöst wurde. 1938 folgte ihm Friedrich Ottersbach, der bis 1949 in Alten tätig war.
Am 1. Oktober 1923 wurde Alten in die Stadt Dessau eingemeindet, in diesem Zusammenhang wurde die Bezeichnung der katholischen Kirchengemeinde von Alten bei Dessau in Dessau-Alten geändert. Von Dessau-Alten wurde 1937 die Tochtergemeinde Roßlau ausgegliedert.
Am 1. April 1954 wurde die Kirchengemeinde Dessau-Alten zur Filialkirchengemeinde der Pfarrei Dessau erhoben. Am 1. Juli 1963 wurde die selbstständige Pfarrei Dessau-Alten errichtet, womit die Kirche zur Pfarrkirche wurde. 1976/77 wurde eine gebraucht erworbene Orgel eingebaut.
Am 8. Juli 1994 wurde das Bistum Magdeburg gegründet, und die Zugehörigkeit Dessau-Altens wechselte vom Erzbistum Paderborn zum Bistum Magdeburg.
Zum 1. Oktober 2006 wurde der Gemeindeverbund Dessau Propstei – Dessau Dreieinigkeit – Dessau-Alten – Aken – Oranienbaum errichtet. Damals gehörten zur Pfarrei Dessau-Alten rund 310 Katholiken.
Aus dem Gemeindeverbund Dessau Propstei – Dessau Dreieinigkeit – Dessau-Alten – Aken – Oranienbaum entstand am 28. November 2010, dem 1. Sonntag im Advent, die heutige Pfarrei St. Peter und Paul mit Sitz in Dessau. Die Pfarrei Dessau-Alten wurde in diesem Zusammenhang aufgelöst. Zur heutigen Pfarrei St. Peter und Paul gehören neben der Kirche St. Joseph in Alten auch die Kirchen St. Konrad in Aken, Dreieinigkeit und St. Peter und Paul in Dessau sowie Christkönig in Oranienbaum. Damals gehörten zur Kirche St. Joseph in Dessau-Alten rund 370 Katholiken.

## Architektur und Ausstattung
Das Gotteshaus steht nordöstlich der Ortsmitte von Alten, auf dem Grundstück Diesdorfer Straße 30. Es entstand nach Plänen von Arnold Güldenpfennig, dem Diözesanbaumeister des Bistums Paderborn, zu dem Alten damals gehörte.
Die Kirche ist aus roten Backsteinen erbaut, an der Nordwestecke des Kirchenschiffs steht der leicht eingezogene, verputzte Glockenturm. An die Ostseite der Kirche ist im Rechten Winkel dazu das Pfarrhaus angebaut.
Die Orgel wurde von Wilhelm Rühlmann erbaut und 1976/77 in die Altener Kirche umgesetzt. Dabei bekam die Orgel ein neues Gehäuse. Das Instrument hat 12 Register auf zwei Manualwerken und Pedal.